# Вентспилс округ
Вентспилс округ (лет. Ventspils rajons, рус. Вентспилсский район) је округ у републици Летонији, у њеном северозападном делу. Управно средиште округа је истоимени град Вентспилс, који чини засебан округ. Округ припада историјској покрајини Курземе.

Вентспилс округ је приморски округ у Летонији са широким излазом на Балтик ка западу и северу. На истоку се округ граничи са округом Талси, на југу са округом Кулдига и на југозападу са округом Лиепаја. Град Вентспилс се налази окружен округом, у његовом западном делу.

## Градови
- Вентспилс
- Овиши
- Угале
- Пилтене